# Povoletto
Povoletto (friuli nyelven Paulêt, régi friuli neve Povolet) település Olaszországban, Friuli-Venezia Giulia régióban, Udine megyében. Lakosainak száma 5444 fő (2023. január 1.). Povoletto Attimis, Faedis, Nimis, Reana del Rojale, Remanzacco és Udine községekkel határos.

## Népesség
A település népességének változása:
| Lakosok száma | 5450 | 5425 | 5444 |
|               | 2017 | 2018 | 2023 |